# Zarcero
Zarcero – miasto w Kostaryce, w prowincji Alajuela.

## Transport

### Transport drogowy
Przez miasto Zarcero przebiegają następujące drogi krajowe:
- Droga krajowa nr 141
- Droga krajowa nr 741